# Прополис
Прополис је смеша воска и лепљивих материја које пчеле сакупљају са пупољака вишегодишњих биљака. Пчеле учвршћују прополисом саће и затварају пукотине. Има дезинфекциону улогу воштаних ћелија и целог пчелињег станишта. Прополис садржи лако испарива етерична уља, која имају јасна изражена антимикробна дејства. По изгледу, прополис је смоласта материја жуто-зелене до тамноцрвене боје; ако се дуже чува, постаје тамнији, и под утицајем сунца губи еластичност, има карактеристичан смоласт мирис и горак укус, а по структури је густ и хомоген.
Прополис садржи 30% пчелињег воска, 40% смоле и балзама 5-15%, танина и нешто полена 5-10% етеричних уља. Делује против микроба, гљивица, вируса, запаљења; има анестетички утицај, спречава раст биљака и клијање семена, стимулише регенерацију ткива и повећава имунолошку реактивност организма.

## Сврха
Вековима, пчелари су претпоставља да пчеле затварају кошницу са прополисом да заштити колонију од елемената, као што су киша и хладни зимски ветрови. Међутим, у 20. веку истраживање је открило да су пчеле не само опстале, већ и напредовале, уз повећану вентилацију током зимских месеци, у већини умерених региона у свету. Постоје разни рецепти за прављење прополиса али најраспрострањенији на нашим просторима је рецепт са одмјером од 1 литар етил алкохола(96%) на 120 до 150 грама саструганог прополиса са кошнице.
Новија истраживања показују да пчела прополис користе за 
- затварање алтернативних улаза у кошницу
- припрема ћелија, пре него матица положи јаја у њих полирањем
- спречавају труљење уколико у кошницу уђе миш или гуштер, сувише је тежак да га пчеле изнесу и оне га прекривају прополисом

## Састав
Састав прополиса се разликује од кошнице до кошнице. Такође положај пчелињака и временски услови утичу да се појављују разлике у саставу прополиса. Ту се налазе смоле са дрвећа (код нас топола и храст), воскови, етерична уља и још око 50 компоненти у количинама мањим од 5%.